# Vidby
vidby (ранее DROTR Translator) — швейцарская компания и сервис автоматического перевода и дубляжа видео на более 70 языков. Система использует алгоритмы искусственного интеллекта и машинного обучения. Сервис был впервые представлен в 2013 году в качестве приложения для Android и стал первым в мире приложением, переводившим звонки видео. В 2017 году DROTR стал первым в мире мессенджером с возможностью отправлять и получать голосовые сообщения с переводом.
В 2021 году сервис стал называться vidby и сфокусировался на автоматическом переводе и дубляже видео. В частности, vidby использовался для перевода выступлений Президента Украины Владимира Зеленского — было переведено более 70 выступлений на 30 языков.

## История
Август 2011 — у Александра Коновалова родилась идея создать мессенджер с синхронным голосовым переводом.
04 мая 2013 — представлена первая версия приложения для Android, которая при активном звонке Skype распознавала речь на одном устройстве (смартфоне или планшете), переводила и синтезировала её на втором. К основному устройству был подключен внешний USB-микрофон, который был сконструирован изобретателями. Программа включала драйвер USB-микрофона, работала на основе Google Voice и Microsoft Bing.
26 июня 2013 — в Google Play опубликован первый релиз приложения, которое получило название Droid Translator for Skype. Droid Translator стал первым в мире сервисом, позволяющим осуществлять видео и голосовые звонки с переводом в реальном времени, представляя собой агрегатор четырёх основных технологий — VoIP, распознавание и синтез речи, машинный перевод. Приложение работало на основе интеграции со Skype, который передавал видео и оригинал речи, Droid Translator осуществлял голосовой синхронный перевод. Авторизация пользователя осуществлялась по логину Skype, был доступен чат с переводом и без перевода. Программа была бесплатной, но стоимость внешнего USB-микрофона составляла 7 долларов.
За 3 месяца приложение было загружено более 100 000 раз. Проект стал участником многих международных IT-мероприятий — Paris Le Web (Франция), Russian Mobile Award (Россия), IDCEE, Инновационный прорыв (Украина).
Октябрь 2013 — опубликована новая версия приложения, которая позволяла переводить звонки Skype без дополнительного девайса. Началась разработка новой версии приложения с собственным встроенным видеозвонком для Android и iOS.
Февраль 2014 — создано акционерное общество DROTR AG (Швейцария) совместно с инвестиционной компанией Rubinberg AG (Швейцария).
Апрель 2014 — Droid Translator 2.0 стал полностью самостоятельным VoIP сервисом с чатом с переводом и без перевода, голосовым вызовом с переводом «голос в голос» и видеозвонком с переводом «голос в голос» в реальном времени.
Май 2014 — приложение получило сокращенное название DROTR.
Ноябрь 2014 — выход новой версии DROTR 3.0 для Android со встроенным поиском людей для общения.
Май 2015 — проект презентован в Калифорнийском университете в Беркли (англ. The University of California, Berkeley).
Апрель 2015 — презентация DROTR 4.0 — весь функционал приложения стал полностью бесплатным для общения между пользователями системы Android.
Ноябрь 2015 — финальный релиз DROTR 4.0 (4.5.3): добавлены возможность настраивать видимость своего профиля в поиске, отображение оригинала и перевода сообщения, инфографические подсказки, функции «Поделиться», отправка фото и видео любых размеров без искажений.
Апрель 2016 — добавлены функции блокировки контактов, озвучивания и голосового набора сообщений, расширены возможности поиска собеседников по различным параметрам — страна, язык, возраст, пол. Качество перевода улучшено за счет внедрения функции проверки правописания. Видео файлы возможно проигрывать сразу в приложении.
Август 2016 — активация функции синхронного перевода стала полностью автоматической. Собеседники просто говорят как при обычном звонке, распознаватели и переводчики активируются без дополнительных действий.
Сентябрь 2016 — на Swiss CRM Forum в Цюрихе представлена новая уникальная функция «Конференция»- одновременный синхронный перевод речи спикера на 104 языка, а также групповой чат участников события с мгновенным переводом сообщений.
Декабрь 2016 — кроме нескольких качественных обновлений основного приложения, команда представила пользователям два новых продукта — DROTR MeetUp и DROTR SMS. DROTR Meetup — это переводчик разговоров, который позволяет общаться лицом к лицу на 88 языках, сохраняя стенограмму беседы в удобном pdf-формате. DROTR SMS автоматически переводит входящие и исходящие SMS на 104 языка. Приложение будет выполнять перевод сообщений с любых устройств и телефонных номеров в мире. Функционал включает также автоответчик, индивидуальные настройки интерфейса, секретные чаты, быстрый и безопасный обмен файлами, координатами, контактами, событиями, автоматическое удаление сообщений, блокировку контактов, режим «Не беспокоить», поисковый запрос в один клик и интеграцию с календарем.
Январь 2017 — новая бесплатная версия DROTR iOS опубликована в AppStore.
Апрель-май 2017 — выход DROTR 6.0, полное обновление интерфейса и функционала приложения.
Октябрь 2017 — DROTR стал первым в мире мессенджером с возможностью отправлять и получать голосовые сообщения с переводом.
Ноябрь 2017 — в новых релизах приложения были добавлены функции отправки стикеров, а также автоответчика.
Сентябрь 2021 — приложение DROTR стало основой для создания программного обеспечения, а также компании vidby.com. Vidby унаследовала опыт DROTR в речевых технологиях и алгоритмах. Александр Коновалов создал его вместе с предпринимателем Ойгеном фон Рубинбергом. Сервис в основном фокусируется на секторе b2b. Точность перевода Vidby согласно BusinessInsider составляет 99%.
2022 – vidby использовался для перевода выступлений Президента Украины Владимира Зеленского. По данным МИД Украины, было переведено более 70 выступлений на 30 языков.

## Участие в выставках
- Полуфиналист Paris LeWeb в 2013 г., «Технологии будущего десятилетия».
- Участие в IDCEE 2013.
- Номинация Russian Mobile Awards 2013 — «Лучшее неигровое приложение».
- Главный победитель «Инновационный прорыв — 2013».
- Презентация функции «Conference» на Swiss CRM Forum в сентябре 2016 г.